# Higiene alimentària
|  | No s'ha de confondre amb Seguretat alimentària, que fa referència a l'accés i a la disponibilitat d'aliments.. |

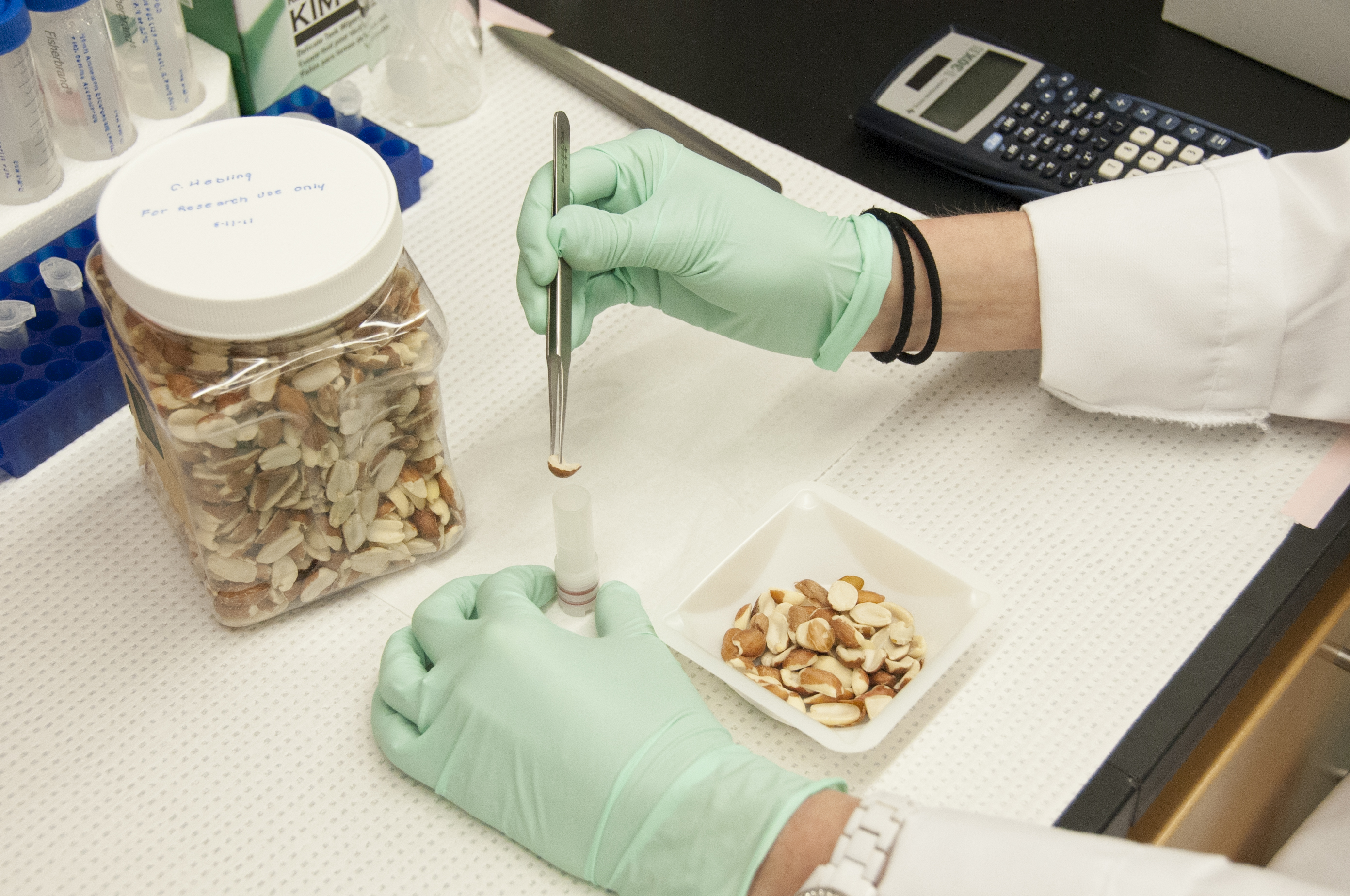
Anàlisi alimentària en un laboratori estatunidenc.

La higiene alimentària o seguretat sanitària dels aliments (en anglès food safety), és la disciplina científica que s'encarrega de manipular, preparar, emmagatzemar i supervisar els aliments amb l'objectiu d'eliminar-ne o reduir-ne el deteriorament per malalties alimentàries provocades per microorganismes. En conseqüència, vetlla per garantir uns aliments segurs, saludables i salubres que no posin en perill la salut pública.
Entre les diverses pràctiques de la indústria de l'alimentació, la seguretat alimentària pren consideració sobre els controls veterinaris i benestar animal, els residus i plaguicides químics, les regulacions sobre el control hormonal, els punts crítics a les cadenes de producció, l'autenticitat i les restriccions en la metodologia de processament, l'etiquetatge, els additius alimentaris i les pràctiques biotecnològiques tals com l'ús d'organismes modificats genèticament (OMG) i les fermentacions.
Pel que fa a regulacions internacionals, l'any 2003 l'Organització Mundial de la Salut (OMS) i l'Organització de les Nacions Unides per a l'Agricultura i l'Alimentació (FAO) van publicar el Codex Alimentarius, un document pensat com a pauta per a la seguretat alimentària. Els estàndards internacionals de regulació sobre aquesta materia estan recollits per la sèrie normativa ISO 22000, publicada per l'Organització Internacional per a l'Estandardització (ISO) i que esdevé un derivat de la sèrie ISO 9000.